# Язвинский, Антоний
Антоний Язвинский (пол. Antoni Jaźwiński; на русский лад Антон Феликсович, в российских энциклопедиях конца XIX века ошибочно назван Александром; 22 февраля 1789, Вилейский уезд — 1852) — польский педагог, полиглот, создатель мнемонического метода преподавания. 

## Биография
Представитель польского рода Язвинских герба Гржимала. Сын Феликса Язвинского — камергера на службе короля Станислава Августа Понятовского и Катажины Узловской, старший ребёнок в семье. Родился в Вилейском уезде, или в Довборово, или родовом имении Чернево.
Учился в Полоцком иезуитском коллегиуме, а затем — Виленском университете (окончил в 1808 году со степенью доктора философии).
После окончания университета поступил на военную службу в армию Варшавского герцогства, служил в артиллерии. Участвовал в Отечественной войне на стороне Франции, при отступлении войск Наполеона был взят в плен в Вильне. После создания Царства Польского продолжил службу в его армии.
В 1819 году вышел в отставку, после чего путешествовал по Европе, в частности, несколько лет прожил в имении Закшево (близ Гнезно), где был учителем Альбина Белина-Венсерского, будущего коллекционера и мецената.
В 1820-е годы на основании античных и средневековых концепций «искусства памяти» разработал особый, мнемонический метод изучения хронологии каких-либо событий, который планировал внедрить в преподавание любых прикладных наук, в частности точных наук, иностранных языков, военного искусства и законоведения. Основываясь на том, что «легче запомнить места и фигуры, доступные для взора, нежели… звуки или числа», Язвинский разработал наглядные таблицы, в которых, например, при изучении хронологии каждая клетка соответствовала году, а при изучении языков — звуку, букве. В случае изучения хронологии клетки заполнялись условными изображениями, символизирующими различные события.
В конце 1820-х годов для продвижения своего метода перебрался в Италию, где в течение двух лет читал о нём лекции. В 1829 году в Милане издал первый труд о мнемоническом методе (на итальянском языке): «Metoda generale d’insitnamento colmezzo dei numeri e dei colori, applicato allo studio dalla cronologia». Лекции Язвинского освещались итальянской и французской прессой, и метод достаточно быстро приобрёл популярность, считаясь чрезвычайно эффективным. По некоторым сведениям Язвинскому было предложено преподавать в одном из итальянских университетов, но он отклонил приглашение, собираясь направить усилия на доработку метода (поэт Антоний Одынец, встречавший Язвинского в Италии, охарактеризовал того как очень красноречивого человека, говорившего только о своём изобретении).
В начале 1830-х годов перебрался во Францию, прежде всего надеясь обрести сторонников и работодателей среди эмигрировавших соотечественников. С 1832 года начал преподавать по новому методу историю и латынь, и вскоре метод Язвинского стал популярным и во Франции: он заслужил положительные оценки академических организаций и был принят во многих учебных заведениях (причём применялся не только при преподавании истории). У Язвинского появились последователи (среди них — Ю. Бем, А. Зданович и Н. Ф. Жаба), в частности в Париже было основано Общество содействия усовершенствованному польскому мнемоническому методу. Сам Язвинский в течение 1830-х годов выпустил несколько трудов, посвящённых методу, на французском языке.
В 1836 году отправился в Россию, где после успешного показательного испытания, проведённого на воспитанниках нижнего отделения Главного педагогического института, метод был внедрён в нескольких младших классах Второй и Ларинской гимназий, а также Андреевского и Владимирского уездных училищ, а сам Язвинский получил право на проведение частных уроков по истории и иностранным языкам с использованием своего метода. Через полгода занятий было решено распространить обучение истории по новому методу на все гимназии и уездные училища столичного учебного округа.
В 1838 году выпустил «Руководство к хронологическому обозрению русской истории», в одобрительной рецензии «Северной пчелы» было отмечено, что метод «глубоко пускает корни в почве отечественного воспитания».
В конце 1838 года подал прошение об испытании метода в преподавании иностранных языков и географии, однако после проведения соответствующих испытаний директора выбранных гимназий дали отрицательные отзывы. По мнению инспектора казенных училищ округа П. П. Максимовича это «не есть метода преподавания науки географии, но только способ удерживать в памяти то, что в географии может быть представлено в числах».
В 1844 году была произведена оценка преподавания истории с применением метода за несколько лет. Отзывы директоров гимназий были смешанные: если А. А. Фишер признавал значительную пользу метода в изучении хотя бы хронологии (но не истории в целом), то А. Ф. Постельс отказывал методу даже в этом: «Метода Язвинского, если и облегчает мгновенно изучение годов, не открывает однако ж секрета удерживать их в памяти долее обыкновенного». При этом, по мнению Постельса, метод вреден для зрения учеников, слишком сух, а главное бесполезен для основной задачи преподавания истории в младших классах, каковой является «приучение воспитанников к свободному рассказу, к последовательному изложению мыслей…»
В письме министру народного просвещения С. С. Уварову Язвинский утверждал, что для успешности преподавания по его методу необходимо использование соответствующих пособий. В начале 1840-х годов он выпустил такие пособия по всемирной и российской истории, представлявшие собой хронологические таблицы с портретами исторических деятелей в клетках таблиц. Кроме того, студентом Московского университета Никулиным был осуществлён перевод на русский язык книги А. Здановича о методе Язвинского, имевший большое значение для его понимания. В 1846—1847 годах Хронографический атлас и другие пособия получили негативную оценку директоров петербургских гимназий, по мнению педагога В. Ф. Эвальда, привлечённого в качестве эксперта, изучение событий, имён и дат без всякой связи между ними для учеников бесполезно. Язвинский объяснял неудачи отсутствием отдельных уроков хронологии и недостаточным пониманием метода учителями и безуспешно предлагал лично вести по одному уроку хронологии в неделю в каждой петербургской гимназии.
Помимо пособий по истории в первой половине 1840-х годов выпустил самоучители французского и немецкого языка по своему методу. Первое издание самоучителя французского языка разошлось очень быстро, после чего было выпущено второе, значительно изменённое и дополненное, после чего, по оценке РБС, самоучителем стало можно пользоваться без помощи преподавателя.
В 1848 году уехал из Петербурга и несколько лет прожил в имении Корытное (ныне в Осиповичском районе Беларуси), а с 1852 года жил в Минске. В 1857 году приезжал в Москву с намерением преподавать хронологию и французский язык по своему методу, однако эта попытка окончилась неудачей. В 1858—1860 годах вновь жил в Европе, где, в частности, встречался со своими учениками. В 1861 году поселился в имении Войниловичей Мокраны (ныне в деревне Красная Дуброва Копыльского района Беларуси).
В 1863 году педагог Е. К. Кемниц опубликовал в журнале «Учитель» две статьи о пособиях Язвинского, где подверг его метод резкой критике. По мнению Кемница, «те, кто раз приучил себя к приемам этой механической методы… тот без них уже будет не в состоянии ступить ни шагу далее, и на всю жизнь останется пригвожденным к табличкам г. Язвинского, всю жизнь должен будет возиться с этими клеточками… подобная возня не может иметь особо плодотворного влияния на развитие умственных способностей учащегося».
Скончался примерно в 1870 году.